# Душан Лончар
Душан Лончар је био официр Југословенске народне армије (ЈНА) српског порекла, рођен у Бачком Брестовцу. Као старешина командовао је 2. пролетерском гардијском моторизованом бригадом ЈНА током рата  у Хрватској 1991. године.

## Војна каријера
Лончар је био пуковник у ЈНА и командант 2. гардијске моторизоване бригаде. У јесен 1991. године, његова јединица је деловала на подручју источне Славоније. Након повлачења ЈНА, био је укључен у Војску Српске Крајине.

## Оптужбе и судски поступци
Фонд за хуманитарно право је 2016. године поднео кривичну пријаву против Лончара због сумње да је наредио напад на село Ловас 10. октобра 1991. године, током којег је страдало више цивила хрватске националности.
Поступак пред Одељењем за ратне злочине Вишег суда у Београду започео је марта 2023. године. Он се изјаснио да није крив и да није дао наредбу нити потписао наређење које му се ставља на терет.
Хрватски медији су га прозвали „Крвником Срема“ због његове наводне улоге у операцијама у источном Срему током рата.

## Лични живот
Лончар је рођен у породици из Лике која је колонизована у Војводину. Основну школу је завршио у родном месту, а гимназију у Сомбору и Оџацима. Учествовао је у културним активностима током 1980-их у Војводини.